# Charlotte Mendelson
Pour les articles homonymes, voir Mendelson.
Charlotte Jane Mendelson, née le 1er novembre 1972 à Londres., est une romancière britannique.

## Biographie
Ses grands-parents maternels sont des hongrois originaires de Ruthénie ayant pu fuir la Tchécoslovaquie vers l'Angleterre en 1939. Son père, Maurice Harvey Mendelson, est originaire de Lettonie. Elle grandit à Oxford, où son père enseigne le droit au St John's College. Elle fréquente la King's School de Canterbury et étudie l'histoire à l'Université d'Oxford.
Après ses études, Charlotte Mendelson retourne à Londres faire un stage chez un éditeur. Entre 1996 et 1997, elle travaille pour la maison d'édition Jonathan Cape, puis à la Headline Review jusqu'en 2014. Elle publie son premier roman, Love in Idleness, à 29 ans, un livre écrit pendant ses pauses de midi.
Charlotte Mendelson est professeur invitée d'écriture créative au Royal Holloway de l'Université de Londres depuis 2017 et écrit pour The New Yorker depuis la même année. Elle devient membre de la Royal Society of Literature en 2018.
Elle est en couple avec Joanna Briscoe, elles ont deux enfants. Les remous de son couple servent d'inspiration indirecte à son ouvrage Accrochages.

## Romans
- Love in Idleness (2001)
- Daughters of Jerusalem (2003)
- When We Were Bad (2007)
- Almost English (2013)
- Rhapsody In Green (2016)
- The Exhibitionist (2022)
  - Accrochages, Les Escales, 2023, 368p.  (ISBN 9782365697712)

## Prix et récompenses
- Prix John Llewellyn Rhys[3]
- Prix Somerset Maugham[4]
- Sunday TimesYoung Writer of the Year (shortlisted)
- London Arts New London Writers’ Award
- K. Blundell Trust Award
- Prix Le Prince-Maurice du roman d'amour (shortlisted)
- Prix Geoffrey Faber Memorial (shortlisted)
- Man Booker Prize, 2013 (longlisted)[5]
- Baileys Women's Prize for Fiction, 2014 (longlisted)[6]
- Women's Prize for Fiction, 2022 (longlisted for The Exhibitionist)[7]